# Torneio de xadrez de Londres de 1872
O Torneio de xadrez de Londres de 1872 foi uma competição internacional de xadrez. O evento foi disputado na cidade de Londres entre 24 de junho e agosto, no sistema todos-contra-todos com empates não contando e devendo as partidas serem novamente jogadas.
| # | Jogador                  | 1 | 2 | 3 | 4 | 5 | 6 | 7 | 8 | Total |
| - | ------------------------ | - | - | - | - | - | - | - | - | ----- |
| 1 | Wilhelm Steinitz         | * | 1 | 1 | 1 | 1 | 1 | 1 | 1 | 8.0   |
| 2 | Joseph Henry Blackburne  | 0 | * | 1 | * | 1 | 1 | 1 | 1 | 5.0   |
| 3 | Johannes Zukertort       | 0 | 0 | * | 1 | * | 1 | 1 | 1 | 4.0   |
| 4 | Cecil Valentine De Vere  | 0 | 1 | 0 | * | 1 | 0 | 1 | 1 | 4.0   |
| 5 | George Alcock MacDonnell | 0 | 0 | 1 | 0 | * | 1 | 1 | 1 | 4.0   |
| 6 | John Wisker              | 0 | 0 | 0 | 1 | 0 | * | 1 | 1 | 3.0   |
| 7 | George Gossip            | 0 | 0 | 0 | 0 | 0 | 0 | * | 1 | 1.0   |
| 8 | Martin William           | 0 | 0 | 0 | 0 | 0 | 0 | 0 | * | 0.0   |